# برنامه‌ریزی سیستم‌های اقتصادی
برنامه‌ریزی سیستم‌های اقتصادی یکی از گرایش‌های رشته اقتصاد در مقطع کارشناسی ارشد یا فوق لیسانس است که بیشتر به صورت عملی با حل مشکلات سازمان‌ها در مقیاس کلان در سطح کشور و بنگاه‌های صنعتی و تولیدی سر و کار دارد بطوریکه ریاضیات و مدل‌سازی ریاضی در این گرایش نسبت به دیگر گرایش‌های اقتصاد با اهمیت‌تر و گسترده‌تر است. اصلی‌ترین تخصص این گرایش، تحلیل و ارائه برنامه‌ریزی و مدل‌سازی برای پیشرفت و توسعه اقتصادی است. تسلط بر روی اقتصاد کلان و خرد و سیستم‌های دینامیکی و ریاضیات، بسیار در این حوزه تأثیرگذار است. هدف از این گرایش تربیت متخصصانی در حوزه تئوری، مدلسازی، طراحی، ارزیابی و کاربرد روشهای برنامه‌ریزی و اقتصادی است که بتوانند مسائل و مشکلات پیچیده اقتصادی را در بخش کلان و سازمان‌های بزرگ و بنگاه‌های صنعتی تحلیل کرده و راهکارها و سیاست‌های مؤثر و متناسب را ارائه نمایند.
این گرایش مسائل و پروژه‌های اقتصادی را با رویکرد سیستمی و تفکر سیستمی با استفاده از نظریات سیستم‌ها و مدل‌سازی سیستم‌های دینامیکی مورد ارزیابی، امکان‌سنجی سیستمی، تحلیل و بررسی قرار می‌دهد و راهکارهایی ارائه می‌کند.

## دروس
- اقتصاد خرد
- اقتصاد کلان
- اقتصادسنجی
- سیستم‌های دینامیکی
- برنامه‌ریزی ریاضی
- اقتصاد توسعه
- دینامیک اقتصادی
- دینامیک صنعتی
- فرآیندهای تصادفی
- تحلیل تصمیم‌گیری
- سیستم‌های شهری
- جمعیت‌شناسی و داینامیک جمعیت
- برنامه‌ریزی اقتصاد
- برنامه‌ریزی نیروی انسانی[۴]

## دانش آموختگان سرشناس
- مسعود نیلی - مشاور امور اقتصادی رئیس‌جمهور ایران، استاد و عضو هیئت علمی دانشکده مدیریت و اقتصاد دانشگاه صنعتی شریف
- حسن درگاهی - اقتصاددان، معاون برنامه‌ریزی دفتر اقتصاد کلان سازمان برنامه و بودجه، مشاور اقتصادی معاونت اقتصادی و امور هماهنگی سازمان برنامه و بودجه، استاد اقتصاد دانشکده اقتصاد و علوم سیاسی دانشگاه شهید بهشتی
- فرهاد دژپسند - وزیر امور اقتصادی و دارایی از سال ۱۳۹۷ تا ۱۴۰۰، استاد اقتصاد دانشکده اقتصاد و علوم سیاسی دانشگاه شهید بهشتی
- علی‌اکبر عرب‌مازار - رئیس سازمان امور مالیاتی کشور، استاد تمام اقتصاد دانشکده اقتصاد و علوم سیاسی دانشگاه شهید بهشتی
- فرهاد نیلی - نماینده اسبق ایران در بانک جهانی و رئیس پیشین پژوهشکده پولی و بانکی و مدیرکل اقتصادی بانک مرکزی ایران
- غلامرضا تاجگردون - نماینده دوره نهم و دهم مجلس شورای اسلامی ایران و رئیس کمیسیون برنامه، بودجه و محاسبات مجلس